# Weltjugendtag 2027
Der XLI. Weltjugendtag wird vom 3. bis 8. August 2027 in Seoul stattfinden. Weltjugendtage sind internationale Jugendtreffen der römisch-katholischen Kirche. Nach dem XXXVII. Weltjugendtag in Lissabon im Jahr 2023 hat Papst Franziskus nach Seoul eingeladen.